# Anabasis (planta)
Anabasis és un gènere de plantes amb flors dins la família Amaranthaceae (abans considerat de la família Chenopodiaceae).

## Sistemàtica
El gènere Anabasis va ser publicat l'any 1753 per Carl von Linné en Species Plantarum. L'espècie tipus és Anabasis aphylla L.
El gènere Anabasis pertany a la tribu Salsoleae s. s., dins la subfamília Salsoloideae de la família Amaranthaceae. D'acord amb Akhani et al. (2007), el gènere té 29 espècies:
- Anabasis aphylla L.
- Anabasis aretioides Moq. i Coss.
- Anabasis articulata (Forssk.) Moq.
- Anabasis brevifolia C. A. Mey.
- Anabasis brachiata Fisch. i C. A. Mey.
- Anabasis calcarea (Charif i Aellen) Bokhari i Wendelbo
- Anabasis cretacea Pall.
- Anabasis ebracteolata Korov. ex Botsch.
- Anabasis ehrenbergii Schweinf. ex Boiss.
- Anabasis elatior (C. A. Mey.) Schrenk
- Anabasis eriopoda (Schrenk) Benth. ex Volkens
- Anabasis eugeniae Iljin
- Anabasis ferganica Drob.
- Anabasis gypsicola Iljin
- Anabasis haussknechtii Bunge ex Boiss.
- Anabasis iranica Iljin
- Anabasis jaxartica (Bunge) Benth. ex Volkens
- Anabasis lachnantha Aellen i Rech. f.
- Anabasis macroptera Moq.
- Anabasis oropediorum Maire
- Anabasis paucifolia M. Pop. ex Iljin
- Anabasis pelliotii Danguy
- Anabasis prostrata Pomel.
- Anabasis salsa (C. A. Mey.) Benth. ex Volkens
- Anabasis syriaca Iljin
- Anabasis tianschanica Botsch.
- Anabasis truncata (Schrenk) Bunge
- Anabasis turgaica Iljin i Krasch.
- Anabasis turkestanica Iljin i Korov.